# فرنسيسكو خوسيه ألكاراز
فرنسيسكو خوسيه ألكاراز (بالإسبانية: Francisco José Alcaraz)‏ هو ناشط ومصفف الشعر إسباني، ولد في 1 نوفمبر 1968 في توريدونخيمينو في إسبانيا.